# Ostbevern

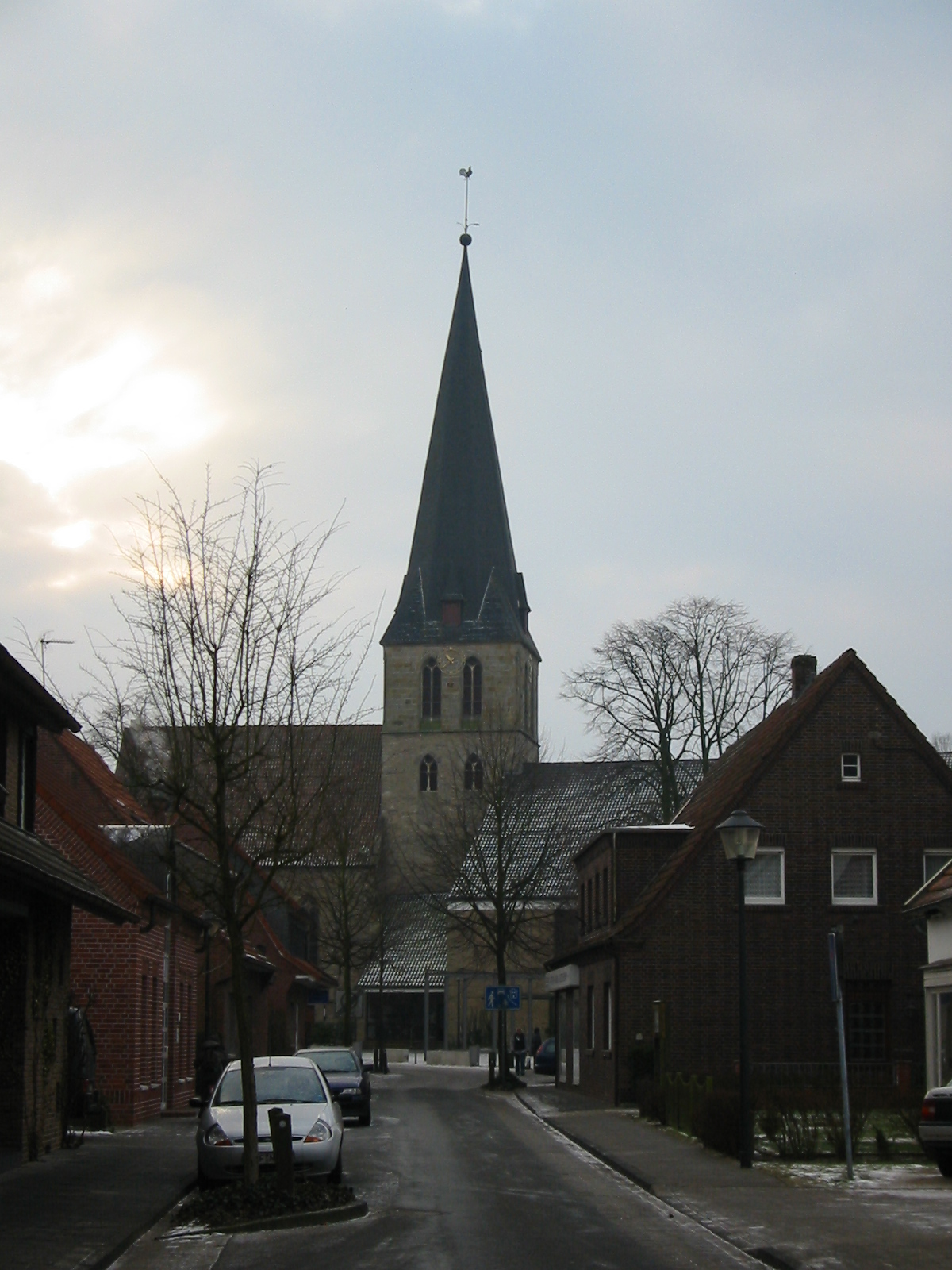
Ostbevern

Ostbevern (Východní Bobrov) je desetitisícová německá obec v spolkové zemi Severní Porýní-Vestfálsko.
Obec ležící v Münsterlandu, 18 km severovýchodně od Münsteru je prvně zdokumentována v roce 1088.
Mimo kostela sv. Ambrože je jedinou pamětihodností této obce vodní zámek Loburg, v němž je dnes internátní biskupské gymnázium.

## Partnerská města
- Loburg, Sasko-Anhaltsko, Německo